# Таинственный поезд
«Таинственный поезд» (англ. Mystery Train) — фильм американского режиссёра Джима Джармуша, вышедший на экраны в 1989 году. Состоит из трёх новелл: «Вдали от Иокогамы» (англ. Far From Yokohama), «Призрак» (англ. A Ghost) и «Затерянные в космосе» (англ. Lost In Space). Связующим звеном между ними является отель в Мемфисе, столице рок-н-ролла, городе Элвиса Пресли, где остановились на ночь все герои картины. Во время съёмок «Таинственного поезда» Джармуш снял в Мемфисе свой второй короткометражный фильм «Кофе и сигареты, мемфисская версия».
Премьера состоялась на Каннском кинофестивале, где фильм получил приз за лучшее творческое достижение. Мнения кинокритиков разделились. Одни благосклонно приняли фильм, отметив возросшее мастерство Джармуша как сценариста, тщательно проработанные диалоги, узнаваемый режиссёрский почерк, помогающий оживить героев фильма. Другие упрекали Джармуша в чрезмерной сосредоточенности на собственном стиле и недостатке эмоциональности в фильме.

## Сюжет
Действие фильма происходит в Мемфисе и разбито на три истории. Герои фильма проводят ночь в разных номерах обветшалого отеля «Аркадия». За стойкой — щёгольски одетый ночной портье (Скримин Джей Хокинс) и коридорный (Синке Ли). В каждом номере на стене висит портрет Элвиса Пресли.

### Вдали от Иокогамы
Мицуко (Юки Кудо) и Джун (Масатоси Нагасэ), пара японских тинейджеров, путешествуют по США и приезжают в Мемфис. Для них это не просто туристическая поездка, но паломничество — оба одержимы американским рок-н-роллом и блюзом 1950—1960-х, хоть и расходятся в предпочтениях. Мицуко ставит на первое место Пресли, «короля рок-н-ролла», а Джун больше ценит творчество Карла Перкинса. Они начинают с визита в студию звукозаписи Sun Studio, где когда-то записывались Элвис Пресли, Карл Перкинс, Рой Орбисон, Джерри Ли Льюис и другие их кумиры, но Джуну и Мицуко ничего не удаётся понять из скороговорки гида (Джоди Маркелл).
Остаток дня они гуляют по городу, затем снимают номер в отеле «Аркада», где занимаются любовью. В третьем часу ночи они включают радиоприёмник — звучит «Blue Moon» в исполнении Элвиса. Пара просыпается рано утром, чтобы успеть в Грейсленд, поместье Элвиса Пресли. Перед тем как выйти из номера, Джун и Мицуко слышат пистолетный выстрел.

### Призрак
Вторая часть начинается в аэропорту Мемфиса. Итальянка Луиза (Николетта Браски) сопровождает гроб с телом своего мужа в Рим. Пересадочный рейс задерживают на сутки, и она идёт гулять по городу. Связанные с музыкой достопримечательности Мемфиса её не интересуют. Местные жители дважды обманывают Луизу. Сначала продавец в газетном киоске (Сай Ричардсон) убеждает её купить вместо одной газеты целый ворох журналов. Вечером она заходит в кафе, где к ней подсаживается подозрительный тип (Том Нунен), рассказывающий историю о том, как автостопщик, попросивший отвезти его в Грейсленд, оказался самим Элвисом Пресли и попросил передать свою расчёску женщине в этом кафе, которая должна заплатить за неё двадцать долларов. Не поверив мошеннику, Луиза, однако, платит ему за красивую историю и за то, чтобы тот оставил её в покое. Покинув кафе, Луиза снова сталкивается с мошенником, который вместе со своим сообщником поджидал её в переулке.
В поисках укрытия она заходит в отель «Аркада», где встречает Ди Ди (Элизабет Бракко), у которой не оказалось достаточной суммы, чтобы снять номер. Портье предлагает Луизе и Ди Ди снять один номер на двоих. Перед сном Ди Ди рассказывает Луизе свою историю — она рассталась со своим парнем по имени Джонни, прячется в гостинице, опасаясь его буйного нрава, и собирается наутро уехать из города. Луиза пересказывает Ди Ди историю об автостопщике-Элвисе, но та отвечает, что слышала подобные городские байки уже сотню раз, и засыпает. Луиза включает радио и слышит песню «Blue Moon», затем в комнате появляется призрак Элвиса. Смущённый и растерянный призрак говорит, что не туда попал, извиняется и исчезает. Утром Ди Ди и Лиза собирают вещи и слышат пистолетный выстрел.

### Затерянные в космосе
Вечером в баре «Тени» Джонни (Джо Страммер) по прозвищу Элвис, сильно напившись, жалуется своим друзьям на жизнь — его уволили и от него ушла подруга Ди Ди. Когда Джонни достаёт револьвер, его друг Уилл Робинсон (Рик Авилес) звонит Чарли (Стив Бушеми), брату Ди Ди, просит его приехать и помочь успокоить Джонни.
Все трое покидают бар, садятся в пикап Уилла и едут в ближайший винный магазин. В магазине Джонни, спровоцированный расистской репликой в адрес Уилла, стреляет в продавца. Друзья бесцельно ездят по Мемфису до глубокой ночи и выпивают бутылку виски, пытаясь заглушить панику. Наконец, они решают найти какое-нибудь убежище и заходят в отель «Аркада». Портье, родственник Уилла, соглашается приютить компанию на одну ночь и даёт ключи от самого обшарпанного номера. Остаток ночи друзья проводят за пьяными разговорами, обсуждая случившееся, Элвиса и фантастический сериал «Затерянные в космосе», и слышат по радио «Blue Moon» и объявление о розыске троих мужчин, один из которых тяжело ранил продавца винного магазина. Ранним утром Джонни внезапно приставляет револьвер к своей голове, собираясь застрелиться. Чарли и Уилл пытаются отобрать у него оружие, звучит случайный выстрел, который слышат другие постояльцы отеля — пуля попадает Чарли в ногу.
Уилл и Джонни обещают отвезти Чарли к знакомому врачу. Услышав сирены полицейских машин, друзья успевают уехать. Их пикап проезжает мимо поезда, в котором из Мемфиса уезжают Ди Ди, Мицуко и Джун.

## В ролях
| Актёр               | Роль                       |
| ------------------- | -------------------------- |
| Масатоси Нагасэ     | Джун                       |
| Юки Кудо            | Мицуко                     |
| Руфус Томас         | старик с вокзала           |
| Скримин Джей Хокинс | ночной портье              |
| Синке Ли            | коридорный                 |
| Джоди Маркелл       | экскурсовод на Sun Studio  |
| Стив Бушеми         | Чарли                      |
| Николетта Браски    | Луиза                      |
| Элизабет Бракко     | Ди Ди сестра Чарли         |
| Сай Ричардсон       | продавец газет             |
| Том Нунен           | человек из ресторана       |
| Джо Страммер        | Джонни (Элвис)             |
| Рик Авилес          | Уилл Робинсон              |
| Вонди Кёртис-Холл   | Эд                         |
| Том Уэйтс           | Ди-джей на радио           |
| Рокетс Редглэр      | продавец в винном магазине |

## Работа над фильмом

### Сценарий и кастинг
Джим Джармуш написал киносценарий под рабочим названием «Одна ночь в Мемфисе», даже не побывав в городе. Основой первой новеллы, «Вдали от Иокогамы», послужила одноактная пьеса, которую он написал во время съёмок фильма «Вне закона» в 1986 году. Сюжет пьесы не имел отношения к Элвису или Мемфису и строился вокруг проводивших время в постоянных спорах парня и девушки — в конце один из героев приходил к выводу о том, что противостояние на самом деле укрепляет их союз. На идею с пересечением сюжетов Джармуша вдохновило изучение различных повествовательных форм, в особенности — «Кентерберийских рассказов» Чосера, итальянских короткометражных фильмов и японских хорроров с участием призраков. Для второй и третьей новеллы «Таинственного поезда» режиссёр создавал персонажей, в перспективе рассчитывая, что их сыграют конкретные люди из его круга общения, среди которых были как профессиональные актёры, так и знакомые музыканты, и прописывал в сценарии истории их взаимодействия.
Сергей Добротворский так охарактеризовал подход раннего Джармуша к кастингу:

Бродяг, беглых зэков, натурализованных эмигрантов и скучающих ночных портье у него играют рокеры, джазмены и тусовщики… То есть те, чей аутсайдерский имидж принадлежит совершенно иному культурному слою и открывается в стиле богемного кабаре. А, может быть, только подчёркивает, что, по сути, нет никакой разницы между элитной рок-сценой и тоскливой пустошью Среднего Запада.

Роль Джонни была написана специально для Джо Страммера, фронтмена The Clash, одной из любимых рок-групп Джармуша, двумя годами ранее, во время их встречи в Испании. Несмотря на то, что Страммер всё ещё находился в депрессии из-за распада группы, его привлекла идея фильма о Мемфисе.
С блюз-певцом Скримин Джеем Хокинсом Джармуш встретился лично после выхода на экраны своего фильма «Более странно, чем в раю», в котором широко использовалась популярная песня Хокинса «I Put a Spell on You». Популярность Хокинса пошла на спад ещё в конце 1960-х, но фильм Джармуша возродил интерес к его творчеству, особенно в Европе. Хокинс был очень благодарен Джармушу и дал согласие сняться в любой предложенной роли. Сценарий «Таинственного поезда» несколько озадачил его. Музыкант был известен своим взрывным темпераментом и эксцентричным поведением на сцене, но Джармуш специально написал для него роль спокойного, невозмутимого ночного портье.
Роль Луизы также была написана специально для Николетты Браски, которая снималась в предыдущем фильме Джармуша «Вне закона». Синке Ли, младший брат кинорежиссёра Спайка Ли, был другом Джармуша со времён их совместной учёбы в киношколе Нью-Йоркского университета. Юки Кудо была приглашена на роль после того, как режиссёр увидел её в комедии Сого Исии «Безумная семейка» во время своей поездки в Японию, где он продвигал «Вне закона». Исполнитель роли Джуна нашёлся не сразу — режиссёр прослушал в Токио около пятидесяти кандидатов, прежде чем остановил свой выбор на Масатоси Нагасэ. К числу давних знакомых Джармуша принадлежали Джон Лури, музыкант и актёр, написавший музыку к «Таинственному поезду» и снимавшийся в трёх предыдущих фильмах режиссёра, оператор Робби Мюллер и певец Том Уэйтс, озвучивший в фильме радиодиджея.

### Съёмки
Джим Джармуш впервые приехал в Мемфис для выбора съёмочных локаций зимой 1987 года. В городе началась метель, режиссёр ездил по улицам, не имея под рукой карты города, и случайно наткнулся на перекрёсток с заброшенной железнодорожной станцией, закусочной «Аркада» и одноимённым обветшалым отелем. В интервью журналу «Spin» после окончания работы над фильмом Джармуш рассказывал о ключевой локации фильма: «Этот перекрёсток наводнён призраками. Смотришь на одну улицу и вспоминаешь, что по ней когда-то ходил Роберт Джонсон, а на той станции бывал Мадди Уотерс».
«Таинственный поезд» был снят в Мемфисе летом 1988 года. Джармуш и Мюллер решили сделать фильм цветным (два предыдущих фильма были чёрно-белыми), но использовать приглушённую палитру холодных оттенков. Исключение было сделано для красного: красный пиджак и галстук портье «Аркады», попытка Мицуко развеселить Джуна при помощи красной помады и их красный чемодан. Кадры из фильма и различные фотографии со съёмочной площадки, сделанные фотографом Масаёси Сукита, были опубликованы во время премьеры фильма в книге «Таинственный поезд: фильм Джима Джармуша» (англ. Mystery Train: A Film by Jim Jarmusch).
В работе с японскими актёрами Масатоси Нагасэ и Юки Кидо Джармушу помогали переводчики. Если Кидо хоть немного могла говорить по-английски, то Нагасэ не знал его совершенно, что создало на репетициях некоторые трудности, связанные с двойным переводом. Джун и Мицуко, герои Нагасэ и Кидо, ведут в фильме диалог на японском, поэтому необходимо было сначала перевести для них сценарий, а затем перевести обратно диалоги для Джармуша — он давал актёрам простор для импровизаций и записывал вносимые в сценарий изменения. После окончания съёмок Масатоси Нагасэ провёл лето в Нью-Йорке, изучая английский язык.
«Таинственный поезд» стал первым американским независимым фильмом, который финансировался японской компанией JVC. Бюджет в сравнении с предыдущими работами Джармуша был внушительным — 2,8 млн долларов. Представители JVC проявили большой энтузиазм, предоставили Джармушу полную свободу творчества и приняли участие в финансировании трёх последующих полнометражных фильмов режиссёра.
Наличие существенного бюджета и времени позволило Джиму Джармушу снять фильм в цвете и применить необычный способ работы с актёрами. Он в частности репетировал с Мицуко и Джуном несколько сцен, предварявших события фильма (первую встречу, первое свидание, первый поцелуй), для того, чтобы придать персонажам жизненность, создать им «историю отношений».

## Трудности перевода
Вспомните о туристах, посещающих Италию, о поэтах-романтиках, которые отправлялись в Италию, чтобы увидеть следы великой культуры. Если представить себе Америку будущего, когда туристы с Востока устремятся в нашу страну после упадка «американской империи» — а этот процесс уже начался, — то единственными достопримечательностями, которые мы сможем им предложить, будут дома рок-звёзд и киноактёров. Вот что представляет собой наша культура. Так что путешествие в Мемфис — это своего рода паломничество к колыбели американской культуры.
Тема восприятия культурного наследия иностранцами, а в более широком смысле — мир невербальной коммуникации, часто встречается в фильмах Джима Джармуша. Японские тинейджеры в «Таинственном поезде» — самые преданные и фанатичные исследователи американской музыкальной культуры. Языковой барьер не мешает им понимать энергетику обветшалых кварталов Мемфиса, легендарной студии звукозаписи Sun (при этом они ни слова не понимают из заученной скороговорки гида) и портрета Элвиса в дешёвом отеле. Они могут не понимать даже друг друга, но их примиряет голос Элвиса Пресли по радио. Слива, которую Мицуко вручает коридорному в качестве чаевых, служит простой метафорой этой темы. Для кого-то это просто слива, для Мицуко — частичка родной Японии, а истинный смысл этой сливы угадывает портье, который съедает её, для него это экзотический фрукт из экзотической страны.
Роджер Эберт обратил внимание на то, что Джармушу удалось избежать в сценах с Джуном и Мицуко перехода к банальному сарказму, пародии на индустрию рок-туризма:

Но Джармуш — не сатирик. Он романтик, который видит Америку глазами иностранца — как странный, призрачный край, где городские пейзажи словно вышли из-под кисти Эдварда Хоппера, а круглосуточные блюзовые радиостанции транслируют саундтрек к самой жизни.
Оригинальный текст (англ.)But Jarmusch is not a satirist. He is a romantic, who sees America as a foreigner might — as a strange, haunting country where the urban landscapes are painted by Edward Hopper and the all-night blues stations provide a soundtrack for a life.

Исследование восприятия американского культурного пространства продолжается и во второй части фильма. Как для Джуна с Мицуко, Мемфис для итальянки Луизы не является родным. Прогулка по городу для неё — не паломничество по «местам славы рок-н-ролла», а случайность, досадная необходимость. Музыкальное наследие Мемфиса не интересует её, но к вечеру город берёт верх: байка о призраке Элвиса, его портрет в гостиничном номере и «Blue Moon» по радио создают кумулятивный эффект. Луиза проявляет искренний интерес к Элвису, и его призрак является именно ей.
Центральный персонаж третьей части — Джонни, приехавший когда-то в Мемфис из Британии. Он не смог полностью ассимилироваться и ощущает себя чужим. Друзья и знакомые называют его Элвисом из-за похожей причёски, но культурные коды столицы рок-н-ролла и блюза совершенно не интересуют Джонни. Критик Джонатан Розенбаум в своей рецензии выражает сожаление тем, что Джармушу не удалось показать Мемфис глазами Джонни — присутствует лишь пара штрихов (например, обсуждение сериала «Lost in Space»), которые тут же вытесняются собственными проблемами Джонни, потерявшего работу и жену.

## Музыка в фильме и музыкальное наследие Мемфиса
Основную музыку к фильму сочинил Джон Лури, как и к двум предшествующим фильмам Джима Джармуша.

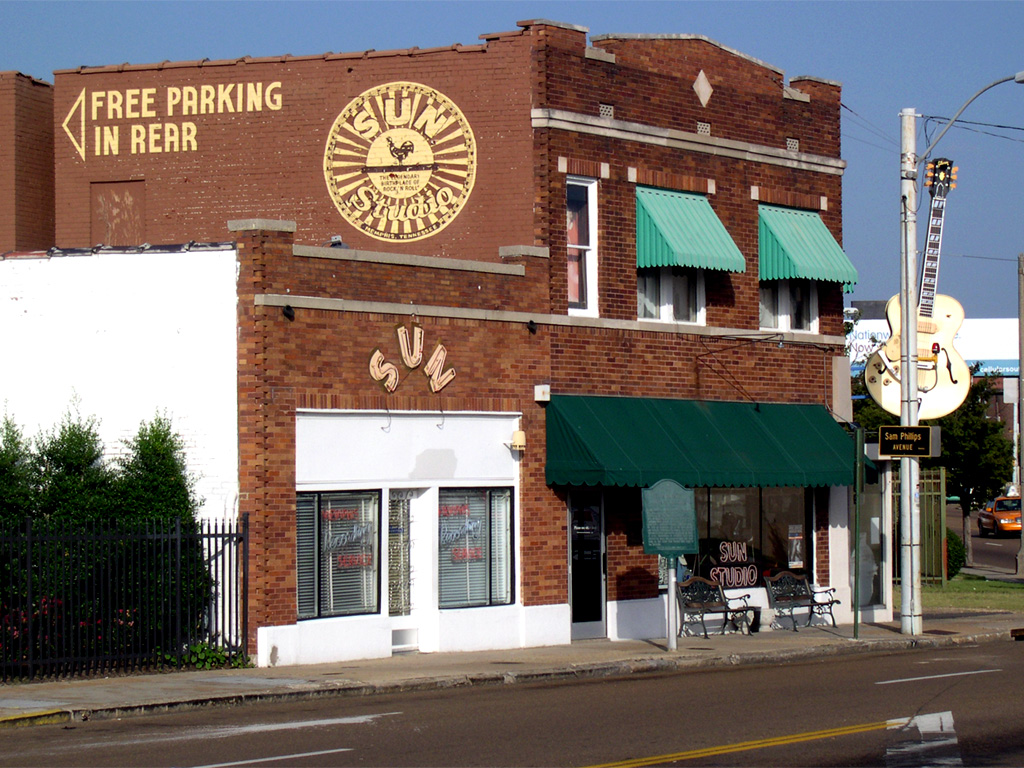
Студия звукозаписи «Sun Studio» в Мемфисе.

Название фильма отсылает к одноимённой песне 1953 года, написанной блюзменом Джуниором Паркером. Со временем песня обрела большую популярность, и помимо самого Паркера, её исполняли многие музыканты, в том числе Элвис Пресли в 1955 году. Текст песни перекликается с концовкой фильма (Ди Ди, возлюбленная Джонни, навсегда уезжает из Мемфиса на поезде): «Поезд, в котором я еду, шестнадцать вагонов длиной, этот длинный чёрный поезд забрал мою любимую и уехал».
Песня «Blue Moon» служит точкой синхронизации трёх частей фильма — в 2 часа 17 минут ночи радиоведущий ставит эту песню в исполнении Элвиса Пресли. Хуан Антонио Суарес, анализируя фильм, обращает внимание на то, что повторение Blue «Moon» в трёх эпизодах фильма заставляет зрителя задуматься о хрупкости любви, о том, что Джун и Мицуко воплощают счастливое прошлое Джонни и Ди Ди. Звучащая песня прекращает их ссору, но одновременно вызывает у них предчувствие будущего расставания.
Джим Джармуш уделил большое внимание музыкальному наследию Мемфиса. Старика, который спрашивает спички у Мицуко и Джуна на вокзале, играет Руфус Томас, ветеран ритм-н-блюза, блюза и соула. Свою прогулку по городу они начинают с посещения легендарной студии звукозаписи Sun Studio, где в 1950—1960-е записывались многие знаменитые музыканты: Руфус Томас, Хаулин Вулф, Роско Гордон, Карл Перкинс, Рой Орбисон и сам Элвис Пресли. Не меньшее внимание уделено и другой знаменитой студии Мемфиса, Stax Records, с которой связан расцвет мемфисского соула в 1960-70-х годах. В третьей части фильма в баре Shades («Тени») звучат песни в исполнении Бобби Блэнда, Отиса Реддинга (позже его будут называть «королём соула» в противовес «королю рок-н-ролла» Элвису Пресли) и группы The Bar-Kays. После выхода из бара Джонни, Уилл и Чарли в поисках винного магазина проезжают мимо заброшенного здания Stax Records.

### Саундтрек
| №   | Название                                                                                              | Длительность |
| --- | --- | ------------ |
| 1.  | «Mystery Train — Elvis Presley»                                                                       | 2:23         |
| 2.  | «Mystery Train — Junior Parker»                                                                       | 2:22         |
| 3.  | «Blue Moon — Elvis Presley»                                                                           | 2:38         |
| 4.  | «Pain In My Heart — Otis Redding»                                                                     | 2:22         |
| 5.  | «Domino — Roy Orbison»                                                                                | 2:15         |
| 6.  | «The Memphis Train — Rufus Thomas»                                                                    | 2:30         |
| 7.  | «Get Your Money Where You Spend Your Time — Bobby Blue Bland»                                         | 3:47         |
| 8.  | «Soul Finger — The Bar-Kays»                                                                          | 2:19         |
| 9.  | «Mystery Train Suite (Long Spell Of Cold Day / Banjo Blues / Chaucer Street)»                         | 2:07         |
| 10. | «Tuesday Night In Memphis Suite (Tuesday Night In Memphis / To Be Alive And In A Truck)»              | 3:20         |
| 11. | «Girls Suite (Girls / Random Screamin' Jay)»                                                          | 1:21         |
| 12. | «Italian Walk»                                                                                        | 0:55         |
| 13. | «A Lawyer Can't Take You To Another Planet Suite (Groove Truck / Drunk Blues / Big Harmonica Escape)» | 4:27         |
| 14. | «Dream Sun King»                                                                                      | 0:13         |
| 15. | «Chaucer Street»                                                                                      | 3:44         |
| 16. | «Tuesday Night In Memphis»                                                                            | 2:29         |

## Культ Элвиса

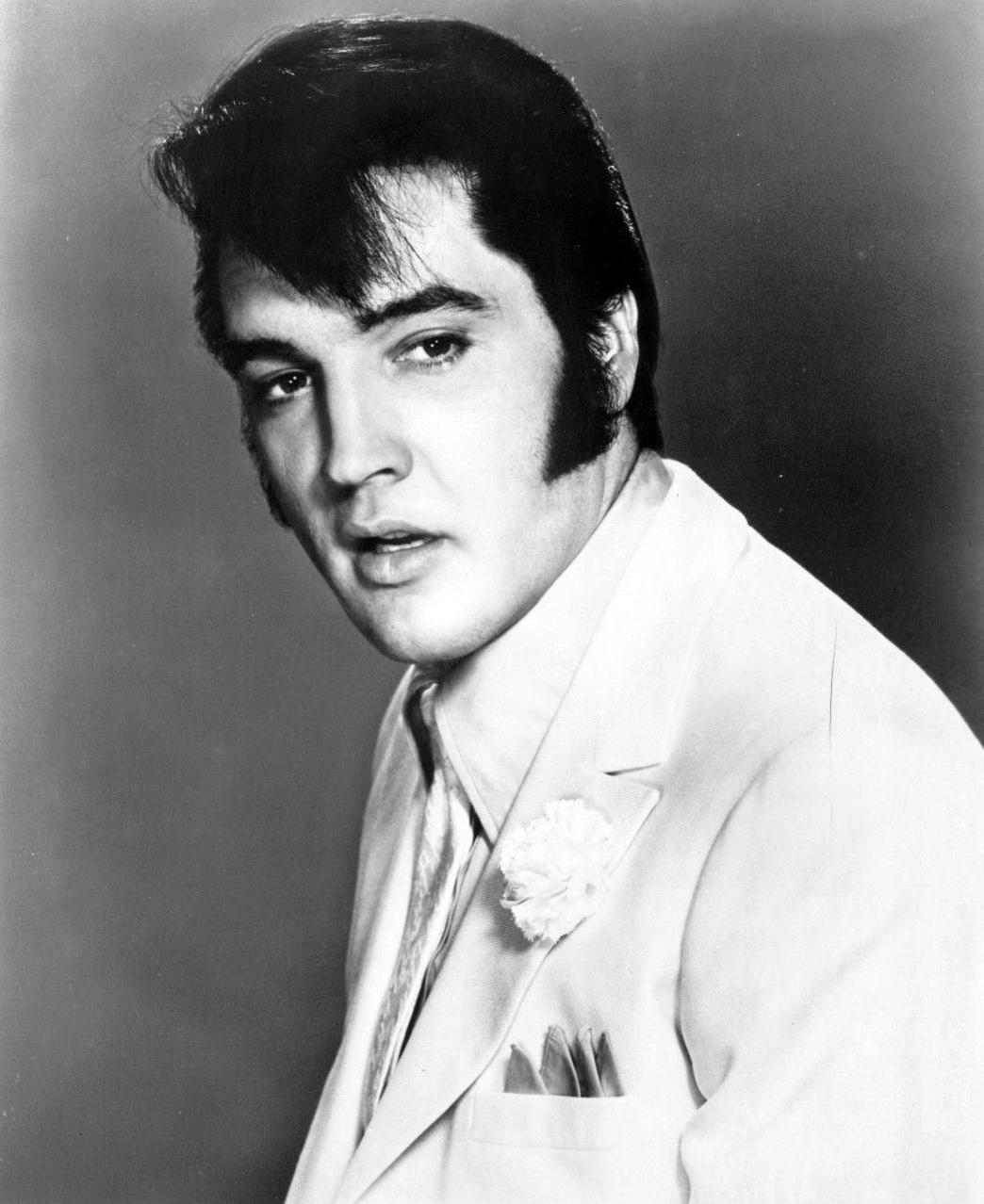
Элвис Пресли в 1968 году.

Почти каждая сцена «Таинственного поезда» напоминает об Элвисе Пресли. Он поёт вступительную песню, давшую название фильму, о нём говорят практически все персонажи фильма, он является Луизе в виде призрака, портрет Элвиса висит в каждом номере отеля «Аркада». Мицуко боготворит его. В её альбоме — фотографии статуи Свободы, Будды и Мадонны. В каждой из них она видит черты Элвиса. Присутствуют и менее очевидные отсылки. Например, портье советует коридорному заняться своим имиджем и приодеться в Lansky’s — в ателье Бернарда Лански в своё время одевался сам Элвис Пресли.
В 1988 году, спустя 11 лет после смерти Пресли в результате сердечного приступа, его культ был в самом расцвете. В Мемфисе появился памятник, по всей Америке появилось множество «свидетелей живого Элвиса», создавались даже религиозные секты. Посмертная коммерциализация образа Элвиса также набирала обороты. Джим Джармуш обыграл это явление во второй части фильма (история с расчёской и появление призрака), но в то же время осуждал превращение Элвиса в популярный туристический аттракцион. Призрак Элвиса, появившийся перед Луизой в гостиничном номере, ведёт себя не как «король рок-н-ролла» и полубог. Он смущён, дезориентирован, извиняется перед Луизой за то, что «ошибся адресом». Элвис-призрак так же «потерялся в пространстве», как британец Джонни, герой третьей части фильма.
Во время съёмок «Таинственного поезда» Джармуш снял в Мемфисе второй короткометражный фильм «Кофе и сигареты, мемфисская версия», который позже войдёт в цикл «Кофе и сигареты» под названием «Близнецы». Синке Ли и его сестра Джои Ли играют роли близнецов, беседующих в кафе. Стив Бушеми — официант, пересказывающий им миф о якобы выжившем брате-близнеце Элвиса, на котором лежит ответственность за все пятна на биографии настоящего певца Брат и сестра отзываются об Элвисе Пресли без всякого пиетета, повторяя другой миф об Элвисе — ошибочно приписываемое ему расистское высказывание.

## Прокат
Премьерный показ состоялся на Каннском кинофестивале 13 мая 1989 года, показ в США — на Нью-Йоркском кинофестивале 17 ноября. Фильм также демонстрировался на кинофестивалях в Эдинбурге, Лондоне, Торонто, Теллурайде и финском фестивале «Полуночное солнце».
Дистрибуцией «Таинственного поезда» в кинотеатрах занималась компания Orion Classics. Фильму был присвоен рейтинг R из-за ненормативной лексики и наличия сцен с обнажённой натурой. Кассовые сборы в США составили около полутора миллионов долларов. Это было сопоставимо со сборами предыдущего фильма «Вне закона» (1,4 млн), но тот был снят менее чем за полмиллиона долларов.

### Релизы
Первый релиз фильма на DVD был выпущен в 2000 году. Переиздание на DVD и Bluray от Criterion Collection появилось в 2010 году. В этот релиз были включены дополнительные материалы: выдержки из документального фильма 2001 года о Скримин Джее Хокинсе «Screamin’ Jay Hawkins: I Put a Spell on Me», документальный фильм о Мемфисе (съёмочные локации, история Мемфиса), фотографии со съёмочной площадки, ранее опубликованные в книге «Mystery Train: A Film by Jim Jarmusch», буклет с двумя рецензиями — от Денниса Лима, редактора «Moving Image Source» и Питера Гуральника, исследователя истории американской музыки, автора подробной биографии Элвиса Пресли.

## Критика
Фильм был благосклонно принят большинством критиков. Как и два предыдущих фильма Джармуша, «Таинственный поезд» был включён в конкурсную программу Каннского кинофестиваля. В этот раз он номинировался на главную премию — «Золотую пальмовую ветвь» — и в итоге получил специальную премию «за лучшее творческое достижение».
Винсент Кэнби, бывший в то время ведущим кинокритиком «The New York Times», предсказывал, что «Таинственный поезд» войдёт в десятку лучших фильмов года. Он отметил возросшее мастерство Джармуша-сценариста — отточенность диалогов, одновременно реалистичных в своей непосредственности и тщательно проработанных.
Упоминание Джармушем «Кентерберийских рассказов» Чосера в качестве источника вдохновения Хэл Хинсон из «Washington Post» посчитал безосновательным из-за бессодержательности фильма. Рассматривая Джуна как альтер эго Джармуша, он обратил внимание на скованность режиссёра, его неспособность к проявлению энтузиазма из-за чрезмерной зацикленности на собственном стиле, «богемном позёрстве», скрывающем «отсутствие подлинного таланта»:

Своей манерой режиссуры он напоминает человека, который не выходит на улицу из страха, что ветер испортит его причёску.
— Рецензия для «Washington Post».
Джонатан Розенбаум обратил внимание на провисание заключительной третьей части фильма, «страдающей от недостатка воображения и глубины», но пришёл к выводу, что обаяние Юки Кудо, Масатоси Нагасэ и Николетты Браски в первых двух частях компенсируют этот серьёзный недостаток. Как и Хэл Хинсон, Розенбаум не находит убедительной аналогию с «Кентерберийскими рассказами» — по мнению критика, о ней можно говорить в лучшем случае в первой части, при появлении темы религиозного паломничества, но дальше Джармуш своё посвящение Чосеру никак не развивает. Дессон Томсон в рецензии для той же «Washington Post» считал недостаточно структурированную драматургию сильной стороной фильма. Открытый финал, по мнению Томпсона, позволяет продлить жизнь персонажей, переместив их на продолжительное время в воображение зрителя.
Критик журнала «The New Yorker» Дэвид Денби отметил превосходную работу оператора Робби Мюллера, которому удалось превратить обветшалые кварталы Мемфиса в «духовное пристанище блюза». Похвалив визуальную составляющую и нарративную структуру «Таинственного поезда», Денби указал на то, что фильму не хватает эмоциональности.
Джон Хартл, кинокритик «Seattle Times», писал о том, что Джармушу удалось снять фильм, более доступный для широкой аудитории, чем предыдущие «Вне закона» и «Более странно, чем в раю», за счёт обращения к понятной многим теме американского музыкального наследия. Он также похвалил режиссёра за деликатное отношения к своим персонажам с их уникальными причудами и пристрастиями.
Айра Роббинс в статье для «Entertainment Weekly» отметил, что при всей концептуальной амбициозности в «Таинственном поезде» ни одна из поднятых тем не раскрывается в полной мере, но благодаря необычным персонажам, структуре и операторской работе фильм имеет хорошую развлекательную ценность.
По состоянию на 2017 год рейтинг фильма на агрегаторе «Rotten Tomatoes» составляет 88 % со средней оценкой 7,3 балла по 10-балльной шкале.

## Награды и номинации
| Год  | Фестиваль                    | Категория / Награда                 | Номинанты           | Результат |
| ---- | ---------------------------- | ----------------------------------- | ------------------- | --------- |
| 1989 | Каннский кинофестиваль       | Приз за лучший художественный вклад | Джим Джармуш        | Победа    |
| 1989 | Каннский кинофестиваль       | «Золотая пальмовая ветвь»           | Джим Джармуш        | Номинация |
| 1990 | Кинопремия «Независимый дух» | Лучшая режиссура                    | Джим Джармуш        | Номинация |
| 1990 | Кинопремия «Независимый дух» | Лучший фильм                        | Джим Старк          | Номинация |
| 1990 | Кинопремия «Независимый дух» | Лучшая женская роль                 | Юки Кудо            | Номинация |
| 1990 | Кинопремия «Независимый дух» | Лучшая мужская роль второго плана   | Стив Бушеми         | Номинация |
| 1990 | Кинопремия «Независимый дух» | Лучшая мужская роль второго плана   | Скримин Джей Хокинс | Номинация |
| 1990 | Кинопремия «Независимый дух» | Лучшая операторская работа          | Робби Мюллер        | Номинация |
| 1990 | Кинопремия «Независимый дух» | Лучший сценарий                     | Джим Джармуш        | Номинация |